# Donald Wandrei
Donald Wandrei (Saint Paul, 20 aprile 1908 – Saint Paul, 15 ottobre 1987) è stato uno scrittore statunitense, noto per i suoi romanzi di fantascienza e fantasy di ispirazione lovecraftiana, e fratello maggiore dell'altro autore di fantascienza Howard Wandrei.

## Biografia
Nato a Saint Paul (Minnesota), primo di quattro fratelli, si diplomò alla Università del Minnesota in letteratura inglese, nel 1928. Già dal 1926, il giovane Wandrei rimase affascinato dai racconti della rivista Weird Tales, di cui in seguito diventerà uno strenuo collaboratore, entrando in corrispondenza con due dei più importanti autori pubblicati dalla rivista, H. P. Lovecraft e Clark Ashton Smith. Già a partire dall'inizio della sua carriera di scrittore di genere fantastico, Wandrei divenne collaboratore di diverse riviste pulp, tra le quali Astounding e Black Mask, tuttavia l'elevata qualità del suo stile gli permise di essere pubblicato anche da riviste meno "popolari" come Esquire. Appassionatosi all'universo di Lovecraft, ne continuò il ciclo con i due racconti del 1933 The Fire Vampires e The Tree-Men of M'Bwa e con l'unico romanzo scritto da Wandrei, I giganti di pietra (Dead Titans, Waken!), scritto nel 1932 ma pubblicato solo nel 1948 col nuovo titolo The Web of Easter Island. La prima versione del romanzo è stata pubblicata in edizione limitata solo nel 2012.
Il suo primo racconto risale al 1927, dal titolo Il cervello rosso (The Red Brain), che lo fecero apprezzare al cosiddetto Circolo Lovecraft. Nel 1942 fu richiamato alle armi per combattere nella seconda guerra mondiale.
Alla morte del suo maestro Lovecraft, Wandrei fondò insieme a August Derleth, scrittore ed editorialista (il primo a pubblicare opere di Lovecraft), la casa editrice Arkham House, con il preciso scopo di mantenere vivo l'universo di Lovecraft, con la pubblicazione di opere antologiche e di romanzi e racconti di scrittori di ispirazione lovecraftiana. In particolar modo Wandrei si occupò della pubblicazione della vastissima opere epistolare di Lovecraft, curandone personalmente l'edizione dei primi tre volumi intitolati Selected Letters. Nel 1971, alla morte di Derleth, Wandrei entrò in conflitto con la casa editrice con la quale interruppe ogni tipo di rapporto al termine di una lunga disputa legale.
Dopo questa esperienza che lo amareggiò moltissimo, Wandrei continuò a pubblicare racconti e soprattutto poesie, sempre ispirandosi all'universo del suo mentore Lovecraft. In Italia questo autore è stato poco tradotto, nonostante le sue opere siano state pubblicate già a partire dal 1956 nella collana I romanzi di Urania con I giganti di pietra (The Web of Easter Island), ristampato nel 1965 e riedito nei Classici nel 1978.
La maggior parte delle opere autografe dell'autore si trova nella biblioteca della Università del Minnesota, beneficiaria anche della sua biblioteca personale, dove è presente una pregevole raccolta di edizioni relativa al personaggio più amato da Wandrei, Sherlock Holmes.

## Opere

### Romanzi
- I giganti di pietra (The Web of Easter Island, 1948)

### Racconti
(è indicata la prima edizione italiana)
- The Rod and the Staff (data di pubblicazione sconosciuta)
- Il cervello rosso (The Red Brain, 1927), noto anche come Polvere cosmica. Traduzione di Roberta Rambelli, in Space Opera, Enciclopedia della Fantascienza n.1, Fanucci Editore, 1977
- The Shadow of a Nightmare (1929)
- The Green Flame (1930)
- Qualcosa dall'alto (Something from Above, 1930). Traduzione di Daniela Galdo, Maria Teresa Tenore e Gianni Pilo, in La resurrezione della mummia, Il Meglio di Weird Tales n.10, Fanucci Editore, 1987
- Gli uomini-albero di M'Bwa (The Tree-Men of M'Bwa, 1932). Traduzione di Roberta Rambelli, in Weird Tales [La mitica rivista di fantasy e fantascienza (parte prima 1923-1939)], Enciclopedia della Fantascienza n.9, Fanucci Editore, 1982
- The Lives of Alfred Kramer (1932)
- Raiders of the Universes (1932)
- Farewell to Earth (1933)
- La signora in grigio (The Lady in Gray, 1933). Traduzione di Gianni Pilo e Daniela Galdo, in La valle degli assassini, Il Meglio di Weird Tales n.1, Fanucci Editore, 1987
- Spawn of the Sea (1933)
- The Fire Vampires (1933)
- A Race Through Time (1933)
- The Chuckler (1934)
- Colossus (Colossus, 1934). Traduzione di Roberta Rambelli, in Alba del domani. La fantascienza prima degli "Anni d'oro", Grandi Opere Nord n.1, Editrice Nord, 1976
- The Man Who Never Lived (1934)
- The Atom-Smasher (1934)
- The Blinding Shadows (1934)
- The Nerveless Man (1934)
- A Scientist Divides (1934)
- Colossus Eternal (1934)
- The Monster from Nowhere (1935)
- The Destroying Horde (1935)
- Life Current (1935)
- The Whisperers (1935)
- Murray's Light (1935)
- Earth Minus (1935)
- The Witch-Makers (1936)
- Finality Unlimited (1936)
- Infinity Zero (1936)
- The Painted Mirror (1937)
- On the Threshold of Eternity (1937)
- Uneasy Lie the Drowned (1937)
- Black Fog (1937)
- Giant-Plasm (1939)
- Don't Dream (1939)
- The Crystal Bullet (1941)
- It Will Grow On You (1942)
- The Eye and the Finger (1944)
- A Fragment of a Dream (1944)
- Strange Harvest (1953)
- Nightmare (1965)
- Il cratere (The Crater, 1967). Traduzione di Paolo Busnelli, in Psyco. I Racconti della Paura n.2, Armenia Editore, 1978
- Requiem for Earth (1971)

### Raccolte
- Ecstasy & Other Poems, The Recluse Press, 1928.
- Dark Odyssey, Webb Publishing Co, 1931. Raccolta di poesie con cinque illustrazioni di Howard Wandrei
- The Eye and the Finger, Arkham House, 1944.
- Poems for Midnight, Arkham House, 1964. Raccolta di poesie
- Strange Harvest, Arkham House, 1965.
- Collected Poems, Necronomicon Press, 1988. A cura di S.T. Joshi e illustrato da Howard Wandrei. OCLC 21630466
- Colossus, Philip J Rahman & Dennis E Weiler, a cura di Fedogan e Bremer, 1989. ISBN 1878252003
- Don't Dream: The Collected Fantasy and Horror of Donald Wandrei, a cura di Philip J Rahman & Dennis E Weiler, Fedogan & Bremer, 1997. ISBN 1878252275
- Frost, F & B Mystery, 2000. ISBN 1878252429
- Three Mysteries, F & B Mystery, 2000. OCLC 51309341
- Mysteries of Time & Spirit: The Letters of H.P. Lovecraft & Donald Wandrei, a cura di S. T. Joshi e David E Schultz, Night Shade Books, 2002. ISBN 1892389495